# 신림저수지
신림저수지는 전북특별자치도 고창군 신림면에 위치한 대한민국의 저수지이다. 곰소만이 흘려가는 갈곡천의 하구이다. 1952년에 착공하여, 1956년 1월 1일 준공하였다. 시설 관리자는 고창군수과 한국농어촌공사가 담당하고 있다. 

## 기본 정보
- 체제길이 : 495m
- 총 저수량 : 3,274 천톤
- 유역면적 : 2,070ha
- 만수면적 : 58.6ha
- 제체체적 : 75.000m³
- 제체높이 : 14.1m
- 유효저수량 : 3,274 천톤
- 홍수면적 : 62.99ha
- 수해면적 : 680ha

## 같이 보기
- 가평저수지
- 덕우저수지